# 陈安众
陈安众（1954年1月—），男，汉族，湖南宁远人，中华人民共和国政治人物。中央党校科学社会主义原理专业毕业，研究生学历，法学硕士。中共十六大、十七大代表。

## 生平
1972年3月参加工作。早年为湖南省岳阳市国营君山农场六分场五队插队知青。1976年12月加入中国共产党。后入湖南师范学院（现湖南师范大学）政治系学习并任学生党支部副书记；1982年入中共中央党校科学社会主义原理专业攻读研究生，师从范若愚教授。毕业后任中共中央党校科学社会主义教研室教师；1985年出任中共中央整党指导委员会西北巡视员小组成员。同年9月，出任湖南省长沙市郊区区委副书记兼纪委书记、政法委书记；1987年3月任区委副书记、区政府区长。1991年12月，任湖南省政法管理干部学院党委副书记；1993年6月，任湖南省衡阳市委副书记、市委党校校长兼市委组织部长；1994年9月，任湖南省衡阳市委副书记兼市委党校第一校长；1996年11月，任湖南省衡阳市委副书记、市政府代市长；1997年3月，任湖南省衡阳市委副书记、市政府市长；1999年8月，任江西省景德镇市委副书记、市政府代市长，次年1月转正为市长。2001年6月，转任中共萍乡市委书记，次年1月兼任市人大常委会主任。2006年11月，转任中共九江市委书记。2008年1月，当选为江西省第十届政协副主席。2010年1月，改任江西省人大常委会副主任，省委政法委副书记。2012年4月，不再担任省委政法委副书记，改兼省总工会主席。2013年，当选为第十二届全国人民代表大会江西地区代表。

### 落马
2013年12月6日，中纪委网站发布消息，江西省人大常委会副主任、省总工会主席陈安众涉嫌严重违纪违法，目前正接受组织调查。因涉嫌严重违纪违法，2014年1月16日，被江西省第十二届人大常委会第八次会议决定罢免其第十二届全国人民代表大会代表职务。2014年，江西省人大撤销其江西省人大副主任职务，5月20日被双开。被调查期间，陈安众坦白了所有罪行，并供出了许多女干部的名字，他喜欢“找一帮女孩子来嫖娼”，在萍乡任职期间坊间流传其喜欢桃色，包养了萍乡广电的谭小燕，也让其情妇官位上升。另外，陈安众与气功大师王林关系密切，还对题字充满浓厚兴趣。他的题词在其主政过的地方均有出现，但在其落马后，这些题词全部被撤下。
2015年4月2日，陈安众受贿案在安徽省蚌埠市中级人民法院公开开庭审理。2015年6月19日，安徽省蚌埠市中院一审宣判，法院认定陈安众共计收受810万余元的财物，陈安众因犯受贿罪，被判处有期徒刑12年；他认罪不上诉。